# La Malera
La Malera és una muntanya de 877 metres que es troba al municipi de les Avellanes i Santa Linya, a la comarca catalana de la Noguera.
Al cim podem trobar-hi un vèrtex geodèsic (referència 254100001).
Aquest cim està inclòs al llistat dels 100 cims de la FEEC